# Gyrodyne RON Rotorcycle
XRON-I Rotorcycle ali YRON-I Rotorcycle  (originalna oznaka HOG) je bil majhen enosedežni helikopter dizjaniran v 1950ih. Sprva je bil načrtovan po pogodbi za ameriško mornarico, uporabljali naj bi ga tudi marinci.
Gyrodyne je kupil bankrotiranega Bendix Helicopters, vključno s koaksialnim helikopterjem Model 2C. Gyrodyne je njegovo tehnologijo uporabil za razvoj XRON-I. Leta 1951 so ga predstavili mornarici. Na testih je imel probleme z avtorotacijo.
Gyrodyno je uporabil dizajn z odprtim trupom in koaksilnima rotorjema, zato ni bilo potrebe po repnem rotorju. Za pogon so bile tri opcije, dva batna in en turbinski motor. 
XRON-I je uporabil 40 konjski dvotaktni motor. Tovorna sposobnost je bila okrog 235 kg.  Imel je majhen obrnjen V-rep za usmerjanje med letom naprej. Rotorji so bili iz laminiranega lesa. Pristajalno podvozje je obsegalo 3 majhna kolesa.

## Tehnične specifikacije
- Posadka: 1
- Dolžina: 11 ft 6 in (3.51 m)
- Prazna teža: 550 lb (249 kg)
- Gros teža: 832 lb (377 kg)
- Maks. vzletna teža: 906 lb (411 kg)
- Motor: 1 × Porsche YO-95-6 4-valjni zračno hlajeni protibatni motor, 72 KM (54 kW)
- Premer rotorja: 2x 20 ft (6,1 m)
- Površina rotorja: 314 sq ft (29,2 m2)

- Maks. hitrost: 78 mph (126 km/h; 68 kn)
- Potovalna hitrost: 60 mph (52 kn; 97 km/h)
- Dolet: 55 mi (48 nmi; 89 km)
- Največji dolet: 112 mi (97 nmi; 180 km)
- Višina leta (servisna): 12 400 ft (3 780 m)
- Hitrost vzpenjanja: 1 140 ft/min (5,8 m/s)